# Вернер Ціглер
Вернер Ціглер (нім. Werner Ziegler; нар. 30 квітня 1916, Гаузах, Баден — пом. 15 квітня 2001, Офтерсгайм, Баден-Вюртемберг) — німецький офіцер часів Третього Рейху, оберст-лейтенант піхоти (1944) Вермахту. Один зі 160 кавалерів Лицарського хреста з Дубовим листям та мечами (1944). У післявоєнній час продовжив службу в Бундесвері, оберст.

## Біографія

### Початок кар'єри
Поступив на військову службу (в піхоту) в 1936 році. З 1938 року — лейтенант.

### Друга світова війна
Брав участь у Польській кампанії, потім у Французькій кампанії, нагороджений Залізним хрестом 2-го класу.
З жовтня 1940 року — командир роти, старший лейтенант. За Балканську кампанію (бої в Греції) нагороджений Залізним хрестом 1-го класу.
З 22 червня 1941 року брав участь в німецько-радянській війні. Бої в районі Миколаєва, потім бої в Криму. У грудні 1941 року нагороджений Лицарським хрестом.
У 1942 році — бої на річці Міус, потім бої на Кубані. За взяття Новоросійська старший лейтенант Циглер був нагороджений у вересні 1942 року дубовим листям (№ 121) до Залізного хреста, проведений в звання капітана і призначений командиром батальйону.
З травня 1943 року — майор, З липня 1943 переведений в штаб 5-го армійського корпусу, потім в штаб 19-ї танкової дивізії. З березня 1944 року — командир 186-го гренадерського полку (оборона Севастополя). У травні 1944 року залишки полку евакуйовані в Румунію, потім переведені в Угорщину. У червні 1944 року Циглер зроблений в звання підполковника, в жовтні 1944 року нагороджений мечами (№ 102) до Лицарського хреста з дубовим листям.
У листопаді 1944 року був важко поранений. Після лікування в госпіталі призначений в штаб 5-го армійського корпусу. 8 травня 1945 взято в американський полон.

### Після війни
Відпущений з полону в 1946 році.
З 1956 року — знову на військовій службі (в бундесвері), викладач у військовому училищі. З 1960 року — заступник командира танково-гренадерської бригади, потім у званні полковника — командир танково-гренадерської бригади. У 1968 році звільнений у відставку.

## Нагороди
Військова кар'єра
- 1936 — солдат
- 1 вересня 1939 — лейтенант
- 8 вересня 1942 — обер-лейтенант
- 1943 — гауптман
- 1 травня 1943 — майор
- 1 червня 1944 — оберст-лейтенант

- 1960 — оберст

- Німецька імперська відзнака за фізичну підготовку в бронзі
- Медаль «У пам'ять 13 березня 1938 року»
- Медаль «У пам'ять 1 жовтня 1938»
- Залізний хрест
  - 2-го класу (7 липня 1940)
  - 1-го класу (26 квітня 1941)
- Лицарський хрест Залізного хреста з дубовим листям і мечами
  - Хрест (№ 766; 31 грудня 1941)
  - Дубове листя (№ 121; 8 вересня 1942)
  - Мечі (№ 102; 23 жовтня 1944)
- Нагрудний знак «За поранення» в чорному
- Штурмовий піхотний знак в бронзі
- Нагрудний знак ближнього бою в бронзі
- Медаль «За зимову кампанію на Сході 1941/42»
- Кримський щит
- Кубанський щит
- Нарукавний знак «За знищений танк»
- Офіцерський хрест ордена «За заслуги перед Федеративною Республікою Німеччина» (1968)